# I due figli di Ringo
I due figli di Ringo è un film del 1966 diretto da Giorgio Simonelli e Giuliano Carnimeo.
Durante le riprese Simonelli morì e toccò a Carnimeo (aiuto regista) portare al termine il film.

## Trama
Stati Uniti, seconda metà del XIX secolo. Franco e Ciccio Sono due truffatori vagabondi: il primo interpreta un criminale che tenta di provocare i cittadini mentre il secondo fa la parte del bounty killer che lo uccide. I due girano per i desolati paesini del vecchio West e ripetono la scena per ogni cittadina che incontrano con Franco che muore e con Ciccio che si fa pagare, per lo più sotto forma di cibarie.
La cosa però non riesce quando giungono in una piccola cittadina dove è presente un vero bounty killer, che si fa chiamare Joe. Quest'ultimo, dopo aver scoperto gli inganni dei due maldestri truffatori, li risparmia ma si fa promettere di farsi aiutare a ritrovare l'eredità di Ringo. Questi avrebbe dovuto lasciare una cospicua somma di oro e denaro ai suoi due figli ma nulla si è più saputo al riguardo. Franco e Ciccio fingono quindi di essere i figli di Ringo e si fanno chiamare Gringo e Django.
Dopo una serie di situazioni che si ribaltano continuamente, Joe riesce con l'aiuto maldestro di Franco e Ciccio a sgominare la banda dell'Indio, che ha derubato il banchiere Simpson (anche lui interessato all'oro), e prendersi il ricavato con la complicità di due donne che hanno manovrato le varie parti da dietro le quinte, facendosi gioco anche dei due siciliani. Tuttavia, mentre lascia Franco e Ciccio indietro a mani vuote, gli cade un taccuino. Ciccio lo legge e scopre tutte le taglie sulle teste dei banditi morti, così i due tentano di intascare comunque la somma. Ma in paese vengono visti da Joe e dalle due signore, in realtà colleghe pistolere, e quando Franco e Ciccio provano a conquistare una delle due sperando di ottenerne il denaro, vengono presi a revolverate e devono scappare dal paese.

## Citazioni
Come era uso nelle parodie di Franchi e Ingrassia, battute e situazioni citano i film che le hanno ispirate: il bounty killer si fa chiamare Joe, come il pistolero di Per un pugno di dollari, e veste come lui sigaro compreso; anche Franco usa lo steso abito per la truffa del criminale e del bounty killer, mentre Ciccio veste come il colonnello Mortimer di Per qualche dollaro in più; i banditi sono capeggiati da un fuorilegge chiamato l'Indio, come il capobanda dello stesso film; sempre da questo vengono la gag della lettura delle taglie, il trasporto dei cadaveri sul carro e la conta dei corpi (ma in questo caso ci sono tutti, mentre nell'originale il Monco contando scopre che uno manca, e infatti sta per sparargli; pochi istanti dopo, quando Mortimer chiede cosa succede, il Monco risponderà che non gli "tornavano i conti... ne mancava uno!".